# Uraeginthus angolensis
L'astrilde blu (Uraeginthus angolensis (Linnaeus, 1758)) è un uccello passeriforme della famiglia degli Estrildidi.

## Descrizione

### Dimensioni
Misura fino a 12 cm di lunghezza, coda compresa.

### Aspetto

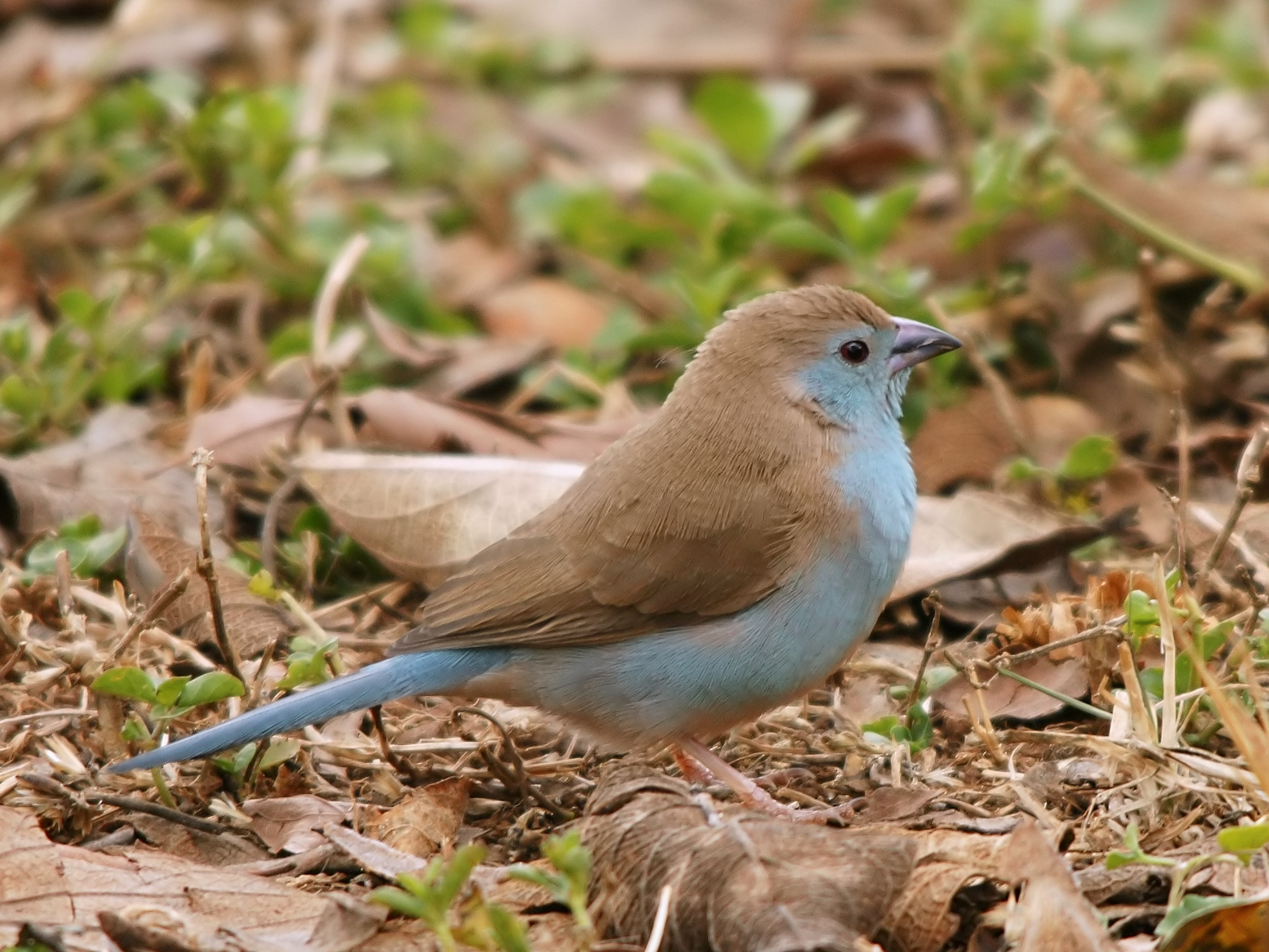
Un maschio nei pressi di Lusaka.

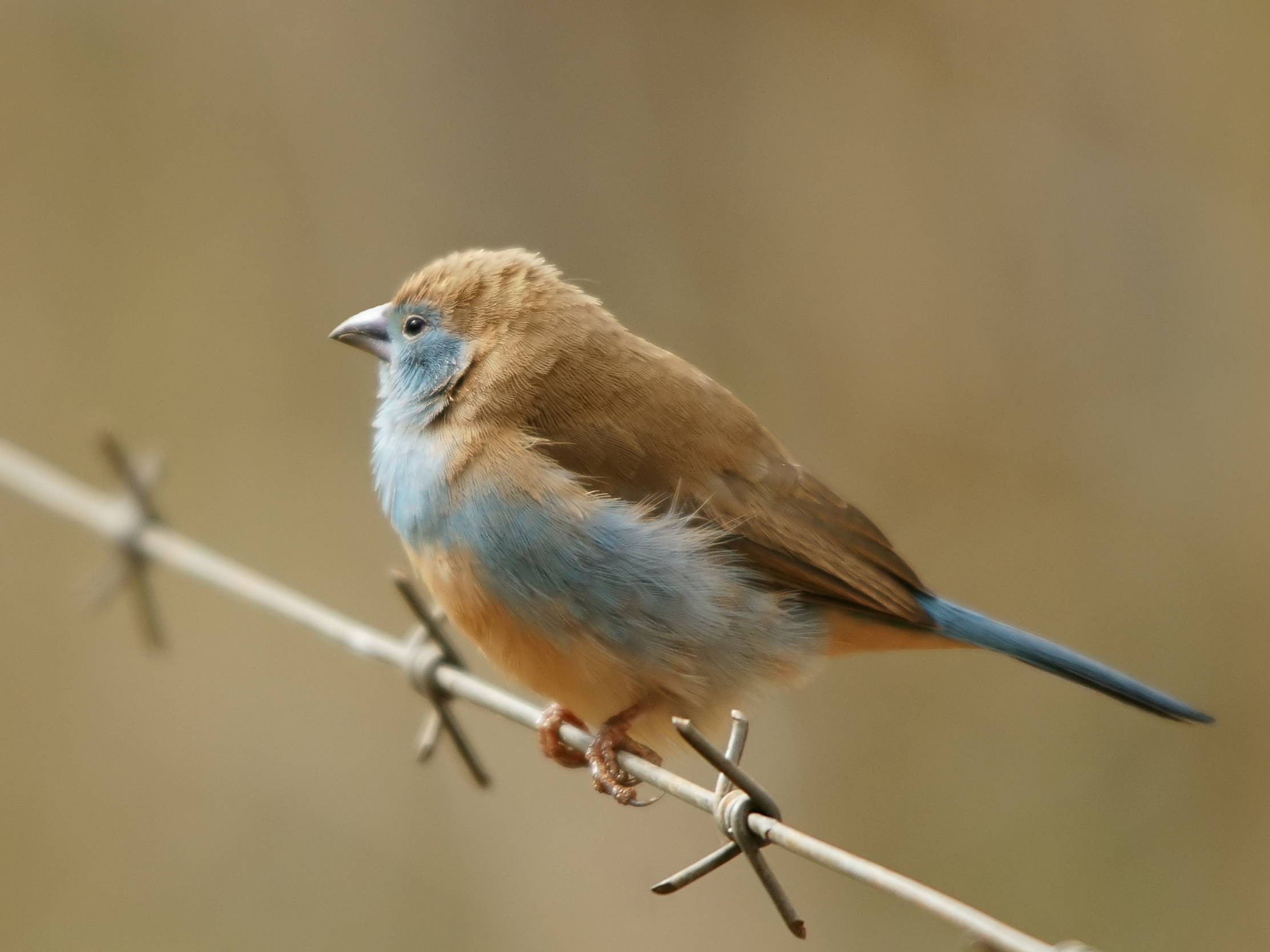
Una femmina.

Si tratta di uccelli dall'aspetto robusto, muniti di lunga coda rettangolare e becco conico e appuntito.

Fronte, vertice, nuca, dorso e ali sono di color bruno-grigiastro, con remiganti e coda più scure e quasi nerastre: faccia, guance, gola, petto e fianchi sono invece di un bel colore azzurro, così come codione e coda, mentre il ventre e il sottocoda sono di colore beige. I due sessi presentano colorazione simile, tuttavia nei maschi l'azzurro è più carico ed esteso rispetto a quanto osservabile nelle femmine: in ambedue i sessi il becco è nero-violaceo (a differenza di tutte le altre specie congeneri, in cui il becco si presenta rosso), gli occhi sono bruni e le zampe sono di color carnicino.

## Biologia
Si tratta di uccelli diurni, che vivono perlopiù da soli, in coppie o in piccoli gruppetti che contano meno di una decina d'individui, a volte in associazione con altre specie congeneri o affini (come gli astri del genere Pytilia): essi passano la maggior parte del tempo fra l'erba alta o al suolo, alla ricerca di cibo.

### Alimentazione

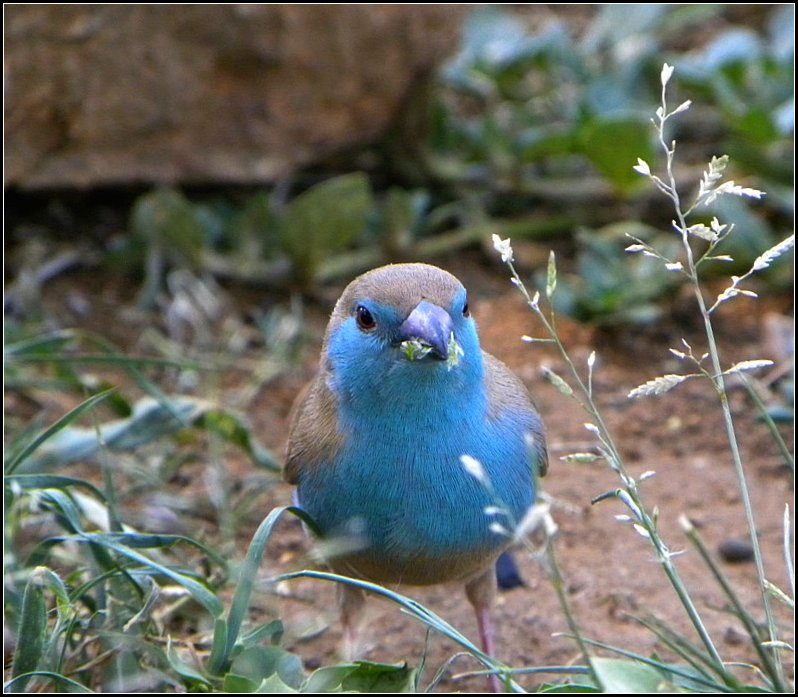
Un maschio si nutre al suolo nei pressi di Johannesburg.

L'astrilde blu si nutre perlopiù di piccoli semi, prevalentemente di graminacee, che vengono cercati al suolo o direttamente dalle spighe, privilegiando quelli ancora verdi: questi uccelli integrano inoltre la propria dieta con insetti (principalmente termiti) ed altri invertebrati di piccole dimensioni, bacche, frutta e germogli.

### Riproduzione
La stagione degli amori cade generalmente durante la fase finale della stagione delle piogge: il maschio corteggia la femmina alla maniera tipica degli estrildidi, tenendo un filo d'erba nel becco, saltellandole attorno col piumaggio arruffato ed emettendo il proprio canto, fino a quando essa segnala la propria disponibilità all'accoppiamento accovacciandosi e spostando lateralmente la coda.

La costruzione del nido è una prerogativa della femmina, col maschio che si occupa di fornire il materiale da costruzione (che peraltro anche la femmina collabora nel cercare), consistente in steli d'erba e fibre vegetali: esso ha forma globosa e viene ubicato nel folto della vegetazione. Al suo interno la femmina depone 3-5 uova biancastre, che ambedue i sessi provvedono a covare per 13-14 giorni: i pulli, ciechi ed implumi alla schiusa, vengono accuditi da entrambi i genitori, e sono in grado d'involarsi attorno ai 18-20 giorni di vita. Tuttavia, essi tendono a rimanere nei pressi del nido per altre due settimane circa, chiedendo l'imbeccata ai genitori (soprattutto al maschio) e dormendo con loro all'interno del nido, prima di allontanarsene in maniera definitiva.

## Distribuzione e habitat

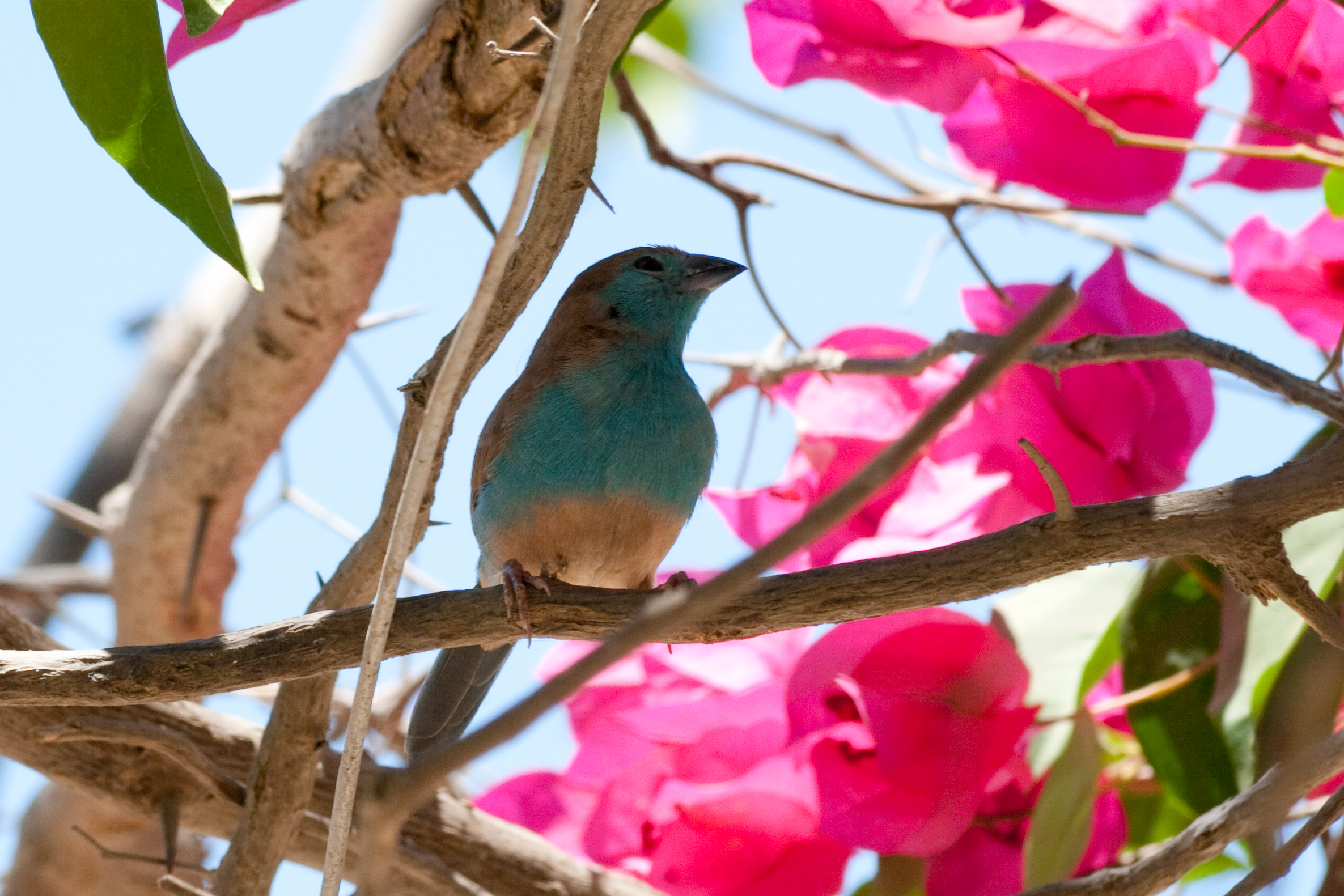
Un maschio su una bougainvillea sull'isola di Mozambico.

L'astrilde blu è un uccello originario dell'Africa meridionale, dove appare frequente in Angola (come intuibile dal nome scientifico), Botswana, Zambia, Mozambico e Tanzania sud-orientale, mentre viene osservata solo sporadicamente in Katanga, Namibia e Sudafrica: questi uccelli sono inoltre presenti sull'isola di São Tomé, dove sono stati probabilmente introdotti.
L'habitat di questi uccelli è rappresentato dalla savana con presenza di macchie cespugliose (principalmente roveti) ed alberate (con prevalenza di acacia): rispetto alle altre specie congeneri, questa specie predilige aree più secche e aperte, il che limita la competizione interspecifica nelle zone in cui l'areale di più specie viene a sovrapporsi.

## Tassonomia
Se ne riconoscono due sottospecie:
- Uraeginthus angolensis angolensis, la sottospecie nominale, diffusa in Angola, Congo e Zambia occidentale;
- Uraeginthus angolensis niassensis Reichenow, 1911, diffusa in Zambia orientale, Tanzania meridionale, Mozambico, Malawi e Sudafrica;

La sottospecie niassensis presenta forme più slanciate e colorazione azzurra più intensa rispetto alla sottospecie nominale.